# Альфонсо Лопес Мікельсен
Альфонсо Антоніо Ласаро Лопес Мікельсен (ісп. Alfonso Antonio Lázaro López Michelsen; 30 червня 1913 — 11 липня 2007) — колумбійський правник і політик, двадцять четвертий президент Колумбії.

## Біографія
Народився 1913 року в Боготі в родині колишнього майбутнього президента Альфонсо Лопеса Пумарехо. Здобував освіту в Боготі, Парижі, Брюсселі, Лондоні й Сантьяго-де-Чилі. За президентства свого батька не брав участі в політичному житті країни, зосередившись на викладацькій діяльності в Університеті Росаріо.
1959 року його колишні студенти створили Революційний ліберальний рух, опозиційний до Національного фронту Ліберальної та Консервативної партій, який і очолив Лопес Мікельсен. За результатами виборів 1962 року він зайняв друге місце, поступившись Гільермо Леону Валенсії. 1966 року отримав місце в Сенаті, а наступного року його рух увійшов до складу Ліберальної партії. Того ж року Лопес отримав пост першого губернатора новоствореного департаменту Сесар.
Від серпня 1968 до серпня 1970 року очолював міністерство закордонних справ в адміністрації Карлоса Льєраса Рестрепо. 1974 року виграв президентські вибори.
За свого врядування Лопес Мікельсен оголосив надзвичайну ситуацію в економіці, що дозволило йому вдатись до низки регуляторних кроків, завдяки яким удалось виправити економічне становище країни. Також він запровадив податкову реформу, в результаті якої було збільшено обсяги державних інвестицій та експорту. Створив державні управління з підтримки сільського господарства. Кабінет Лопеса Мікельсена збільшив видатки на розвиток інфраструктури й електрифікації країни. Попри всі кроки його уряду, інфляція в країні за президентства Лопеса Мікельсена сягнула історичного піку та становила близько 32 %.
Протягом періоду президентства Лопеса Мікельсена профспілки, які його підтримували, розчарувались у його політиці, передусім через невиконання передвиборчих обіцянок. Зрештою невдоволення профспілок вилилось у загальнонаціональний страйк. Президент вирішив жорстко придушити виступи, погрожуючи арештами й забороною масових зібрань. Такі кроки тільки поглибили кризу, бо до виступів приєднались учителі, студенти, домогосподарки тощо, які вимагали підвищення заробітної платні, скорочення робочого дня, замороження цін на основні товари й комунальні послуги.
Таким чином страйк, що розпочався 14 вересня 1977 року переріс у Національний громадянський страйк та вийшов з-під контролю його організаторів. Основні шляхи було заблоковано, в столиці та інших містах почались сутички між страйкарями та силами поліції, почались грабежі та погроми. Мер Боготи запровадив комендантську годину, було заарештовано значну кількість мітингарів, яких зібрали на міському стадіоні та на арені для кориди. Наслідком стала загибель кількох десятків людей та сотень поранених. Зрештою уряду довелось піти на поступки, та, разом із тим, запровадити репресивні заходи.
Вийшов у відставку після завершення терміну повноважень, однак 1982 року знову брав участь у президентських виборах, поступившись Белісаріо Бетанкуру.
До початку 1990-их років брав активну участь у діяльності Ліберальної партії. Був постійним оглядачем газети «El Tiempo», в якій торкався важливих тем, за що його назвали «людиною, яка змусила країну думати». Помер у Боготі 2007 року.

## Літературна діяльність
Альфонсо Лопес Мікельсен був автором роману «Обрані», за яким 1982 року Сергій Соловйов зняв однойменний фільм.